# Це Дух
«Це Дух» (That's the Spirit) — американський комедійний мюзикл Чарльза Лемонта 1945 року.

## Сюжет
Водевіль виконавець повертається з мертвих, щоб допомогти своїй дружині і дочці, які страждають від жадібного банкіра.

## У ролях
- Пеггі Раян — Шейла Когарті
- Джек Оукі — Стів "Тонкий" Когарті
- Джун Вінсент — Ліббі Когарті
- Джин Локхарт — Джаспер Которн
- Джонні Кой — Мартін Вілд молодший
- Енді Дівайн — Мартін Вілд старший
- Артур Трічер — майстер
- Айрін Раян — Білсон
- Бастер Кітон — Л. М.
- Вікторія Хорн — Петінс